# Timema petita
Timema petita är en insektsart som beskrevs av Joyce Winifred Vickery och German Giovanny Sandoval González 200. Timema petita ingår i släktet Timema och familjen Timematidae. Inga underarter finns listade i Catalogue of Life.